# رفراف سليمان الشمالي القزم
رفراف سليمان الشمالي القزم (الاسم العلمي Ceyx meeki)، نوع من مخيط الماء وفصيلة رفرافيات. موطنه غرب ووسط جزر سليمان، موائله الطبيعية أراضي الغابات الرطبة المنخفضة الشبه الاستوائية أو المدارية.